# Зиадлер (кораб, 1878)
Зиадлер (на немски: Seeadler), бивш Walter, бивш Pass of Balmaha е германски тримачтов стоманен ветроходен кораб използван през Първата световна война като спомагателен крайцер от ВМС на Германия.

## Търговски кораб
Построен е в корабостроителницата Robert Duncan Company в Глазгоу през 1878 г., отнася се към класа на уиндджамерите. Първоначалното му име е „Пас оф Балмаха“, собственик на съда е американската компания Harris-Irby Cotton Company.
През 1915 г. плава с товар памук от Ню Йорк за Архангелск и на 23 юли е задържан при норвежките брегове от британския спомагателен крайцер HMS Victorian, на основа подозрение в контрабанда. В съпровождане на британска призова команда от офицер и шест матроса е насочен към в порт Керкуол на Оркнейските острови. При плаването към Великобритания флагът на САЩ, съблюдаващи неутралитет във войната, е заменен с британския. Скоро съда е прихванат от немската подводница U-36 и като кораб под флаг на воюваща страна е изпратен в Германия в качеството на трофей.
През 1916 г. заедно с преименуването му в Walter, в корабостроителницата Текленборг в Хеестмюнде е подложен на основно модернизиране, в резултат на което са поставени и оборудвани:
- дизелов двигател с мощност от 1000 к.с.;
- цистерни за 480 тона дизелово гориво и 360 тона питейна вода;
- допълнителни складове, камбузи и помещения за пленниците
- две артилерийски оръдия калибър 105 мм (по време на плаване са маскирани)
- две голямокалибрени картечници

Може да вземе на борда си двугодишен запас продоволствия.
През същата година към него обръща своето внимание капитан-лейтенанта граф Феликс фон Люкнер, бившият старши артилерист на търговския рейдер SMS Möwe, той става командир на кораба.
Идеята да се използва ветроход вместо параход има две преимущества: той не се нуждае от бункеровка и буди по-малко подозрения, т. е. е способен на много по-продължително рейдерство. Корабът е преименуван на Seeadler (на български: Морски орел). За старши помощник е назначен лейтенанта от търговския флот Алфред Клинг (на немски: Alfred Kling).

## Рейдерство
На 21 декември 1916 г. излиза в морето, маскирайки се като норвежкия ветроход „Ирма“, плаващ от Копенхаген за Мелбърн с товар дървесина. Допълнителните помещения, запасите и двете непоставени 105-мм оръдия са затрупани с трупи.
Между Исландия и Фарьорските острови е спрян от британския спомагателен крайцер „Евендж“. На борда на рейдера се качва група за оглед от 2 офицера и 15 матроса. Нито в документите, нито в облика на съда и екипажа (26 души от екипажа говорят норвежки) групата от „Евендж“ не намира нищо подозрително и те пускат „Зиадлер“. След преминаването на зоната на британските патрули, изхвърлят зад борда товара дървесина и монтират оръдията.
На 9 януари 1917 г. първата победа за „Зиадлер“ става британският параход „Гладис Роял“, превозващ около 5000 т каменни въглища от Кардиф за Буенос Айрес. Екипажът му е взет в плен, параходът е потопен източно от Азорските острови.
На 11 януари същата съдба постига британският параход „Ланди Айлънд“ (4500 тона захар).
След двумесечно рейдерство в района на екватора между Бразилия и Африка, от 21 януари до 11 март потопява 1 параход и 8 ветрохода. На „Зиадлер“ вече има 263 пленника, поради което командира решава плененият на 21 март тримачтов барк „Камброн“ (фр.) да не бъде потопяван, а да премести на него всички пленници. За да не могат те скоро да съобщят за рейдера, на барка отсичат бушприта и чупят брам-стенгите.
На 18 април, заобикаляйки нос Хорн, от рейдера забелязват британския спомагателен крайцер „Отранто“. Но той не проявява интерес към платнохода. На 8 юни рейдера пресича екватора вече в Тихия океан. За месец и половина плаване в него унищожава три американски четиримачтови шхуни. Поради липса на питейна вода и свежи продоволствени запаси сред екипажа започва да се проявяват признаците на скорбут. Рейдерството продължава вече повече от половин година. За да даде почивка на екипажа, рейдера се насочва към остров Маупихаа, който е достигнат на 28 юли. Екипажа слиза на брега. След три дена налетяващ шквал, откъсва „Зиадлер“ от котвите, изхвърляйки го на рифове.

## Последствия
За 244 дни рейдерство ветрохода изминава над 30 хил. мили, унищожава 3 парахода и 11 ветрохода с общ тонаж около 30 000 брт, плюс 126-тонната „Lutece“. Напълно се оправдава и идеята за маскировка на рейдера като търговски ветроход.
6 души, начело с фон Люкнер, на спасителния баркас правят преход до Фиджи, където те са (според твърдението на някои вестници, с измама) принудени да се предадат. Отначало те са държани в лагер за интернирани на остров Мотуихе. Но през декември 1917 г. фон Люкнер с група интернирани организира бягство, похищавайки моторния катер на началника на лагера. В края на краищата те са хванати на островите Кермадек, и са разпределени в различни лагери, в Австралия и Океания. Репатрирани са след войната.
Другата част от екипажа (58 души начело с лейтенант Клинг) остават на мястото на крушението. На 5 септември 1917 г. те пленяват френската шхуна „Lutece“ и на нея достигат до острите Пасха. Там, на 4 октомври, шхуната е изхвърлена на брега, а хората се предават на чилийските власти, след което са изпратени на материка и интернирани. Освободени са с края на войната, на 19 август 1919 г.
След войната първоначалният собственик на съда, компанията Harriss, Irby and Vose изследва останките на „Зиадлер“ и го обявява за неподлежащ за възстановяване.
През 1926 г. в Германия е спуснат на вода миноносецът RM Seeadler. Негова кръстница става съпругата на лейтенант Клинг.
През 1958 г. следващ Seeadler, торпеден катер, става главен в серията от 10 катера.
| Название         | Страна         | Тип плавателен съд                  | Тонаж, брт | Дата                | Забележка                                                                    |
| ---------------- | -------------- | ----------------------------------- | ---------- | ------------------- | ---------------------------------------------------------------------------- |
| Gladis Royle     | Великобритания | параход                             | 3268       | 9 януари 1917 г.    | потопен                                                                      |
| Lundy Island     | Великобритания | параход                             | 3095       | 10 януари 1917 г.   | потопен                                                                      |
| Charles Gounod   | Франция        | барк                                | 2199       | 21 януари 1917 г.   | потопен                                                                      |
| Perce            |                | шхуна                               | 364        | 24 януари 1917 г.   | потопен                                                                      |
| Antonin          | Франция        | барк                                | 3071       | 3 февруари 1917 г.  | потопен                                                                      |
| Buenos Ayres     | Италия         | кораб (с пълно ветрилно стъкмяване) | 1774       | 7 февруари 1917 г.  | потопен                                                                      |
| Pinmore          | Великобритания | шхуна                               | 2431       | 19 февруари 1917 г. | потопен                                                                      |
| British Yeoman   | Великобритания | барк                                | 1953       | 26 февруари 1917 г. | потопен                                                                      |
| La Rochefoucauld | Франция        | барк                                | 2200       | 27 февруари 1917 г. | потопен                                                                      |
| Dupleix          | Франция        | барк                                | 2206       | 5 март 1917 г.      | потопен                                                                      |
| Horngarth        | Великобритания | параход                             | 3609       | 11 март 1917 г.     | потопен                                                                      |
| Cambronne        | Франция        | барк                                | 1863       | 21 март 1917 г.     | пленен, но пуснат впоследствие, пристига в Рио де Жанейро на 30 март 1917 г. |
| A. B. Johnson    | САЩ            | шхуна                               | 529        | 15 юни 1917 г.      | пленен на 14 юни, потопен на следващия ден                                   |
| R. C. Slade      | САЩ            | шхуна                               | 673        | 18 юни 1917 г.      | потопен                                                                      |
| Manila           | САЩ            | шхуна                               | 731        | 8 юли 1917 г.       | потопен                                                                      |

## Коментари
1. ↑  Префиксът „SMS“ е от на немски: Seiner Majestat Schiff (Кораб на Негово Величество).
2. ↑  Според други данни, 3 парахода и 12 ветрохода, виж таблицата.